# Der steinerne Reiter
Der steinerne Reiter er en tysk stumfilm fra 1923 af Fritz Wendhausen.

## Medvirkende
- Rudolf Klein-Rogge
- Lucie Mannheim
- Gustav von Wangenheim
- Georg John
- Emilia Unda
- Grete Berger
- Wilhelm Diegelmann
- Paul Biensfeldt